# Supercopa d'Europa de futbol 2006
La Supercopa d'Europa 2006 es va disputar el 25 d'agost de 2006 a l'Estadi Louis II de Mònaco.
Va enfrontar el FC Barcelona (campió de la Lliga de Campions de la UEFA 2005-06) i el Sevilla FC (campió de la Copa de la UEFA 2005-2006).

## Detalls del partit
| FC Barcelona | 0 – 3    | Sevilla FC                                 |
| ------------ | -------- | ------------------------------------------ |
|              | (Report) | Renato 7' · Kanouté 45' · Maresca 89' (p.) |

 Estadi Louis II, Mònaco
| Barcelona | Sevilla |

| FC BARCELONA: |    |                    |     |     |
| |    |                    |     |     |
| POR | 1  | Víctor Valdés      |     |     |
| DEF | 2  | Juliano Belletti   |     |     |
| DEF | 4  | Rafael Márquez     |     |     |
| DEF | 5  | Carles Puyol (c)   |     |     |
| DEF | 16 | Sylvinho           | 47' | 72' |
| MIG | 6  | Xavi Hernàndez     |     | 57' |
| MIG | 3  | Thiago Motta       |     | 57' |
| MIG | 20 | Deco               |     |     |
| DAV | 19 | Lionel Messi       |     |     |
| DAV | 10 | Ronaldinho         |     |     |
| DAV | 9  | Samuel Eto'o       |     |     |
| Banqueta: |    |                    |     |     |
| POR | 25 | Albert Jorquera    |     |     |
| DEF | 11 | Gianluca Zambrotta |     |     |
| DEF | 21 | Lilian Thuram      |     |     |
| DEF | 23 | Oleguer            |     |     |
| MIG | 8  | Ludovic Giuly      |     | 72' |
| MIG | 24 | Andrés Iniesta     |     | 57' |
| DAV | 7  | Eiður Guðjohnsen   |     | 57' |
| Entrenador: |    |                    |     |     |
| Frank Rijkaard Àrbitre principal: Stefano Farina Àrbitres assistents: Marco Ivaldi Alessandro Griselli Quart àrbitre: Matteo Trefoloni |    |                    |     |     |

| SEVILLA FC:  |    |                    |     |     |
|              |    |                    |     |     |
| POR          | 1  | Andreu Palop       | 77' |     |
| DEF          | 4  | Daniel Alves       | 54' |     |
| DEF          | 2  | Javi Navarro       | 60' |     |
| DEF          | 6  | Julien Escudé      | 85' |     |
| DEF          | 3  | David              |     |     |
| MIG          | 15 | Jesús Navas        |     | 75' |
| MIG          | 8  | Christian Poulsen  |     |     |
| MIG          | 11 | Renato             |     |     |
| MIG          | 16 | Adriano Correia    |     | 81' |
| DAV          | 10 | Luís Fabiano       |     | 46' |
| DAV          | 12 | Frédéric Kanouté   | 49' |     |
| Banqueta:    |    |                    |     |     |
| POR          | 13 | David Cobeño       |     |     |
| DEF          | 19 | Ivica Dragutinović |     |     |
| DEF          | 24 | Andreas Hinkel     |     |     |
| MIG          | 16 | Antonio Puerta     |     | 81' |
| MIG          | 18 | José Luis Martí    |     | 46' |
| MIG          | 25 | Enzo Maresca       | 90' | 75' |
| DAV          | 7  | Javier Chevantón   |     |     |
| Entrenador:  |    |                    |     |     |
| Juande Ramos |    |                    |     |     |

| Supercopa d'Europa 2006 |
| ----------------------- |
| ESP                     |
| Sevilla FC Primer títol |